# Bârlești (Bistra), Alba
Bârlești este un sat în comuna Bistra din județul Alba, Transilvania, România.

 Acest articol despre o localitate din județul Alba este deocamdată un ciot. Puteți ajuta Wikipedia prin completarea lui.